# Донецкий историко-краеведческий музей
Донецкий историко-краеведческий музей  — музей в городе Донецке Ростовской области. Полное название: Муниципальное бюджетное учреждение культуры «Донецкий историко-краеведческий музей».

## История и описание
Донецкий историко-краеведческий музей открыт в августе 2005 года к 50-летию города Донецка. Основан город был донскими казаками в 1681 году как станица Гундоровская. В 1955 году получил современное название по расположению на реке Северский Донец.

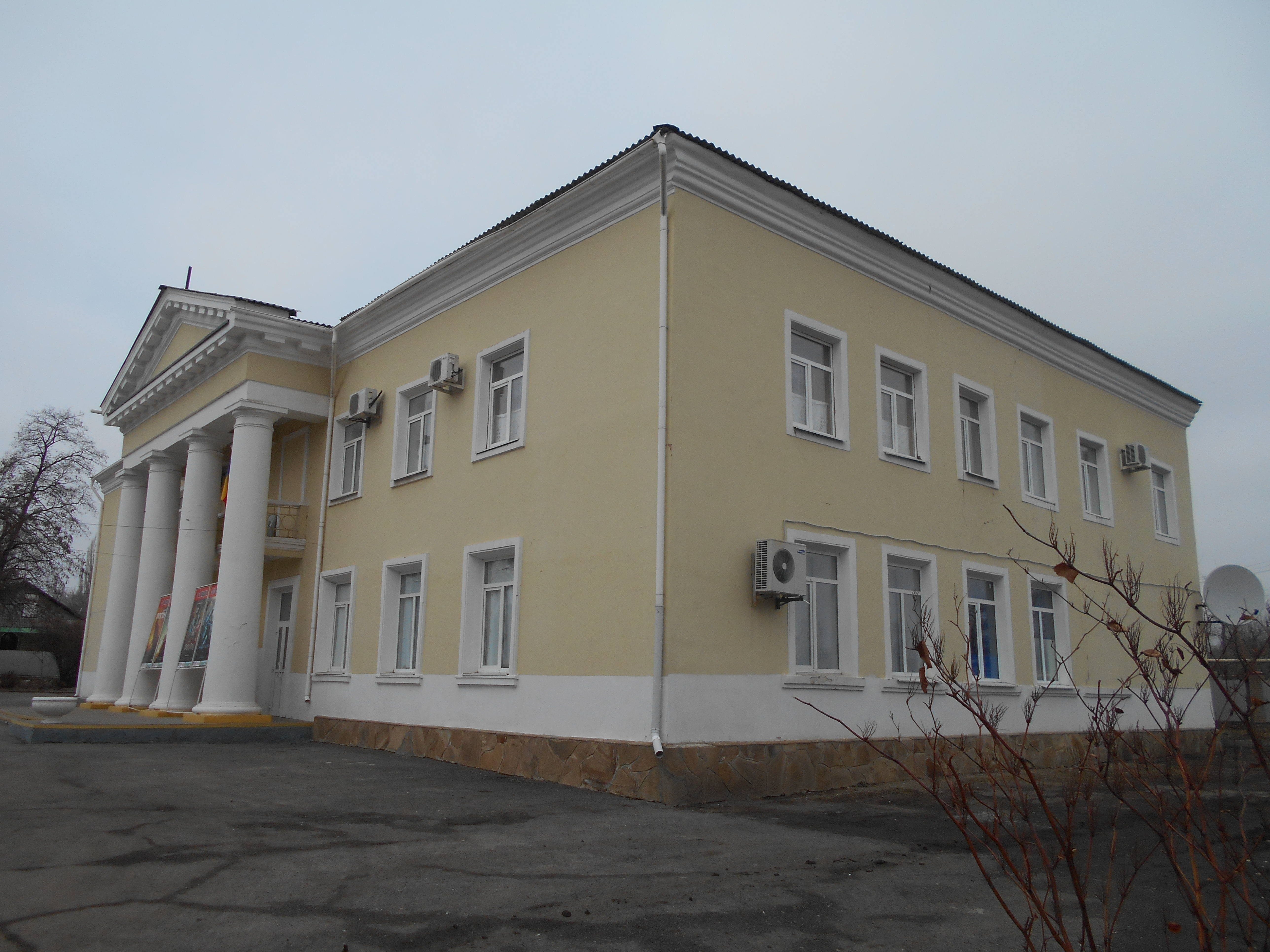
Донецкий историко-краеведческий музей
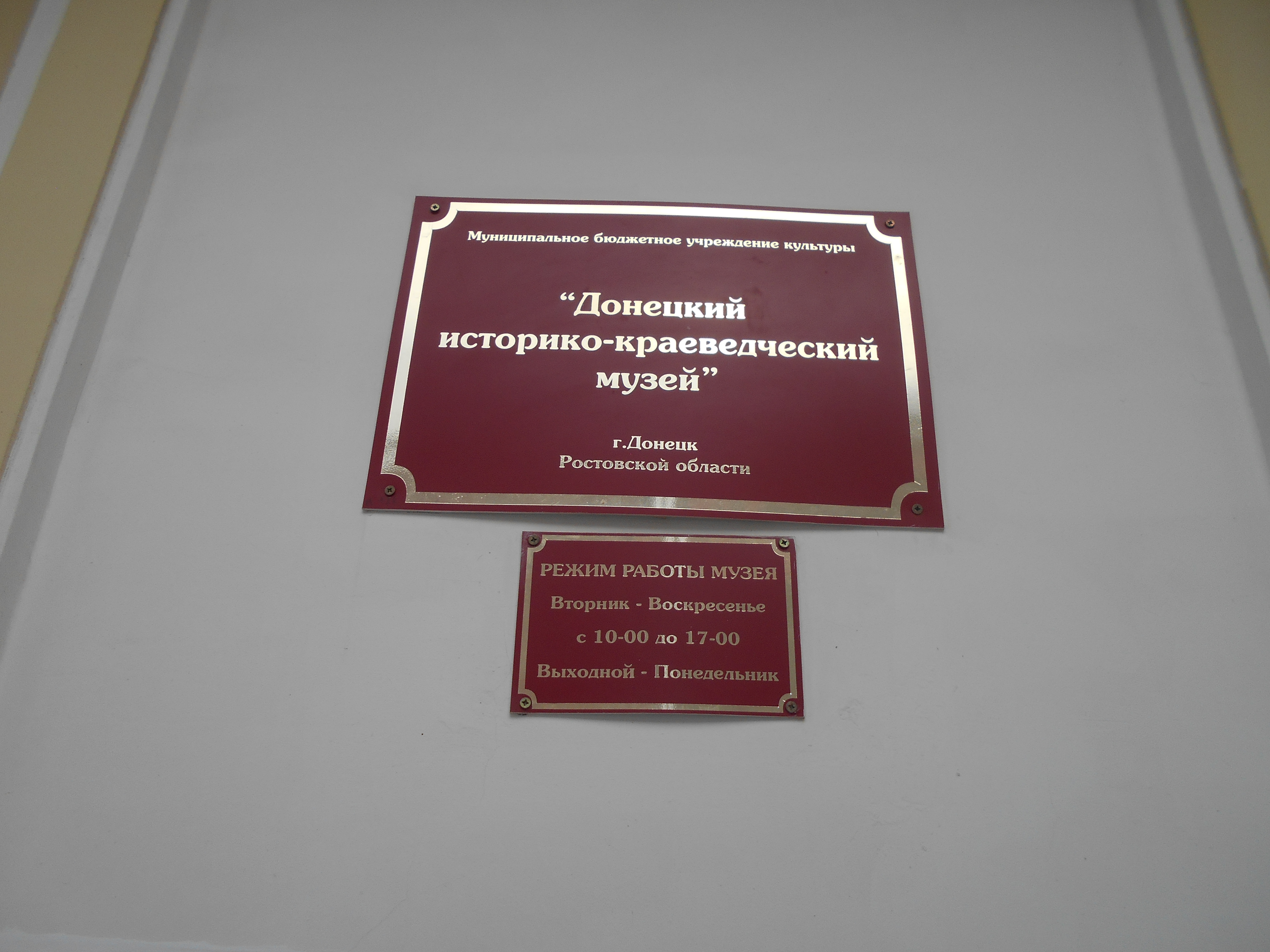
Табличка с надписью
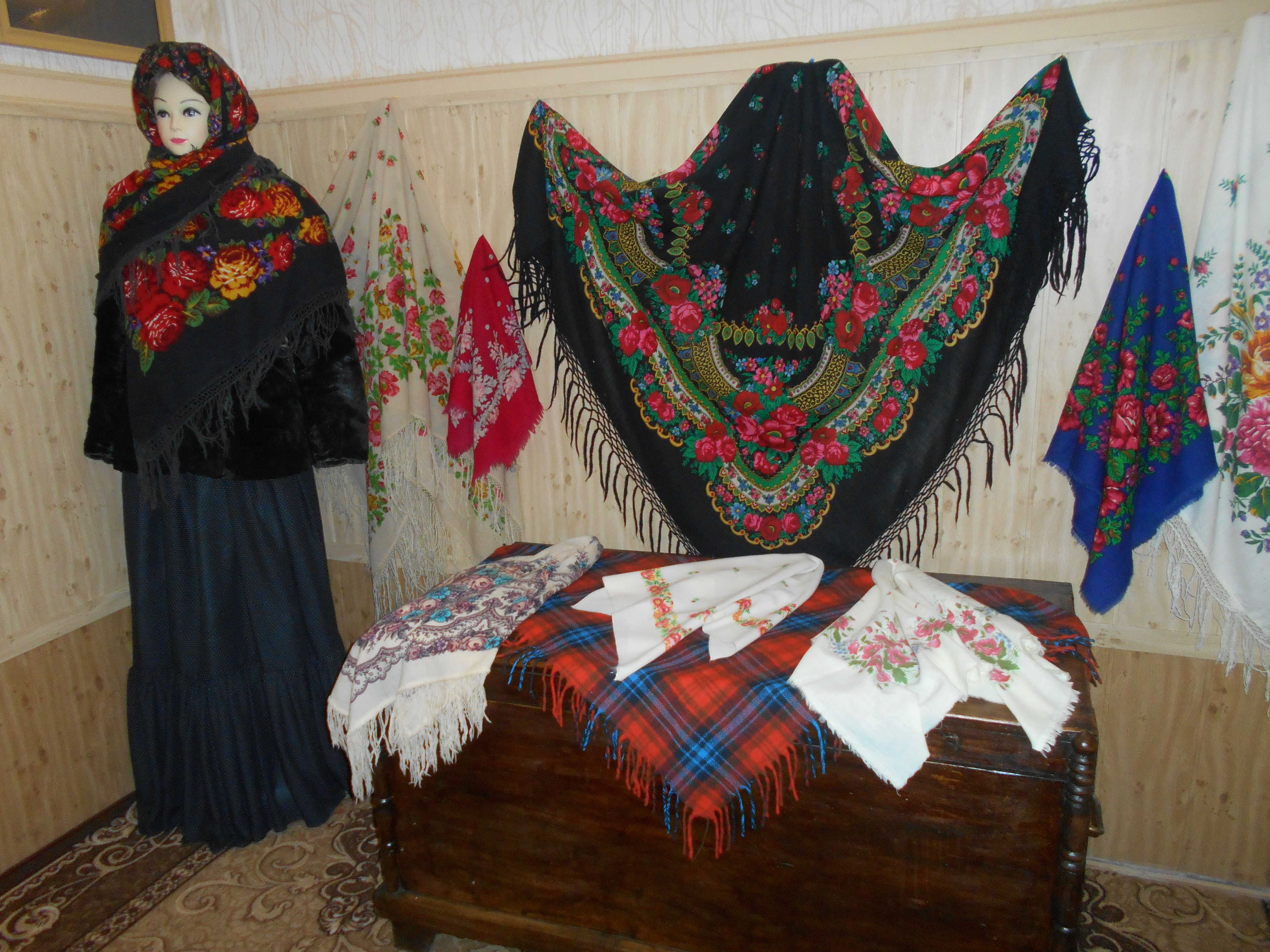
В музее
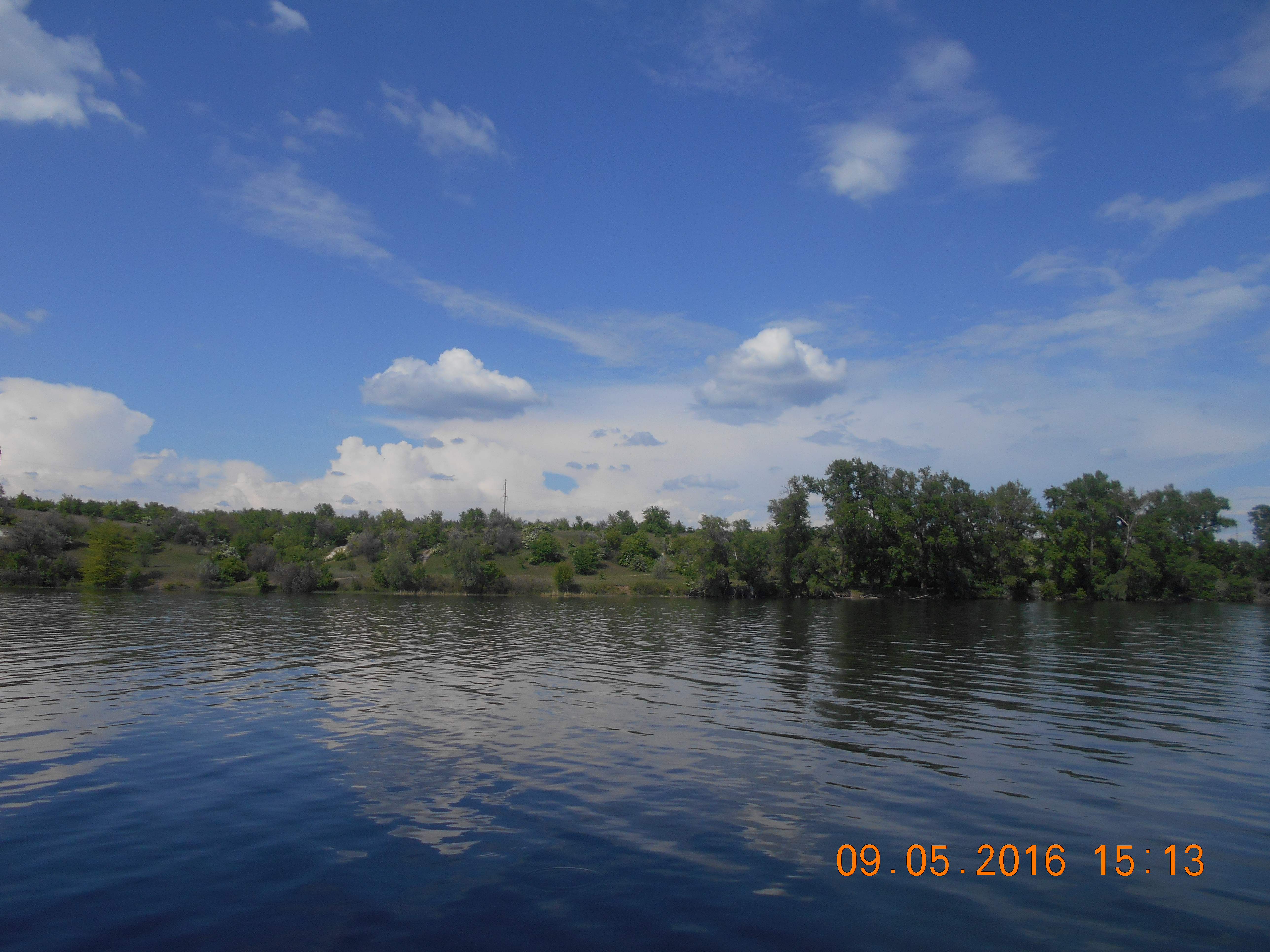
Северский Донец
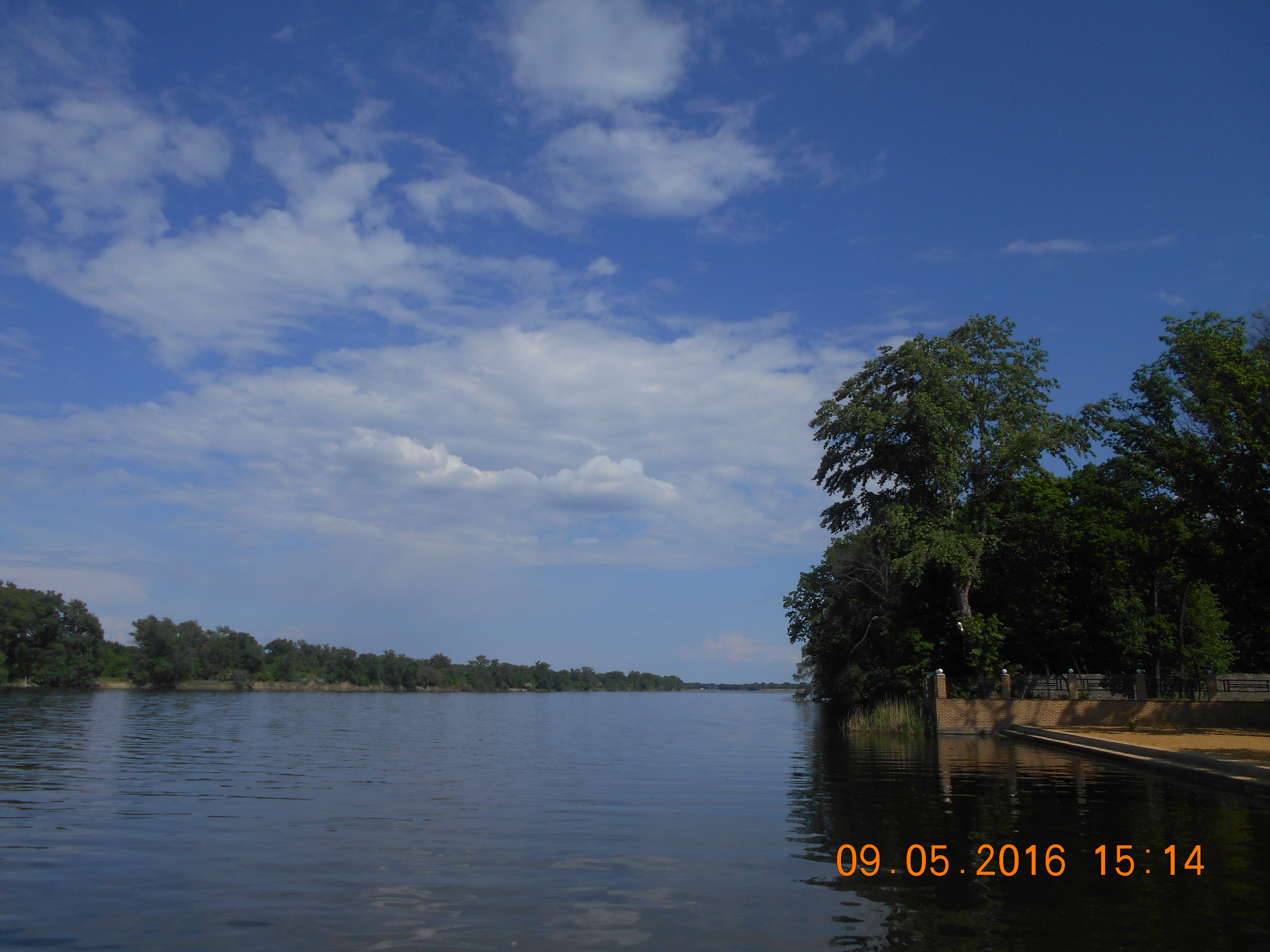
На берегах Северского Донца

Вся история города Донецка отражается в музее.
Донецкий историко-краеведческий музей состоит из 9 экспозиционных залов, в которых собраны старинные вещи, фотографии, документы, книги, предметы быта, принадлежавшие донским казакам.
Зал «Боевая слава» познакомит с именами дончан-фронтовиков, принимавших участие на фронтах Великой Отечественной войны, с именами воинов-интернационалистов, погибших в Афганистане. В витринах представлены фотографии, награды, документы, личные вещи и другие предметы.
В залах «Казачий курень» и «Казачий быт» представлены предметы обихода казачьего быта конца XVIII — середины XX веков (кухонная утварь, орудия труда, ручная мельница). Особый интерес привлекает домашний ткацкий станок XIX века.
Зал «Космонавтика» знакомит с почётным жителем г. Донецка космонавтом Усачевым Юрием Владимировичем. В зале представлены его личные вещи: рабочая одежда, скафандр, шлем и др. Усачёв Ю. В. совершил четыре полёта в космос, Герой Российской Федерации.
Промышленность города, её история зарождения, развития и расцвет демонстрируется в залах «Машиностроение», «Лёгкая промышленность», «Угольная промышленность».
В зале «„Природа Донского края“» экспонируются чучела животных: лиса, заяц, енотовидная собака, ёж. Из птиц — утки, кулики, белый лебедь и многие другие.
С новыми экспозициями, выставками, коллекциями жители и гости города Донецка знакомятся в «Выставочном» зале музея.
В «Выставочном» зале проходят массовые мероприятия музея: познавательные часы, лекции, музейные уроки, презентации, тематические и музыкальные вечера.

## Сотрудники
- Директор МБУК «ДИКМ» Ковтун Галина Сергеевна
- Главный хранитель фондов Мазанкина Наталья Геннадьевна
- Хранитель музейных предметов Немцева Татьяна Григорьевна
- Младший научный сотрудник Черныш Инна Васильевна
- Методист по музейно-образовательной деятельности Мясникова Алиса Руслановна
- Смотритель Рябченко Наталья Родионовна

## Адрес
Музей располагается по адресу: 346330, Ростовская область, г. Донецк, Проспект Мира, 21.

## Фотогалерея

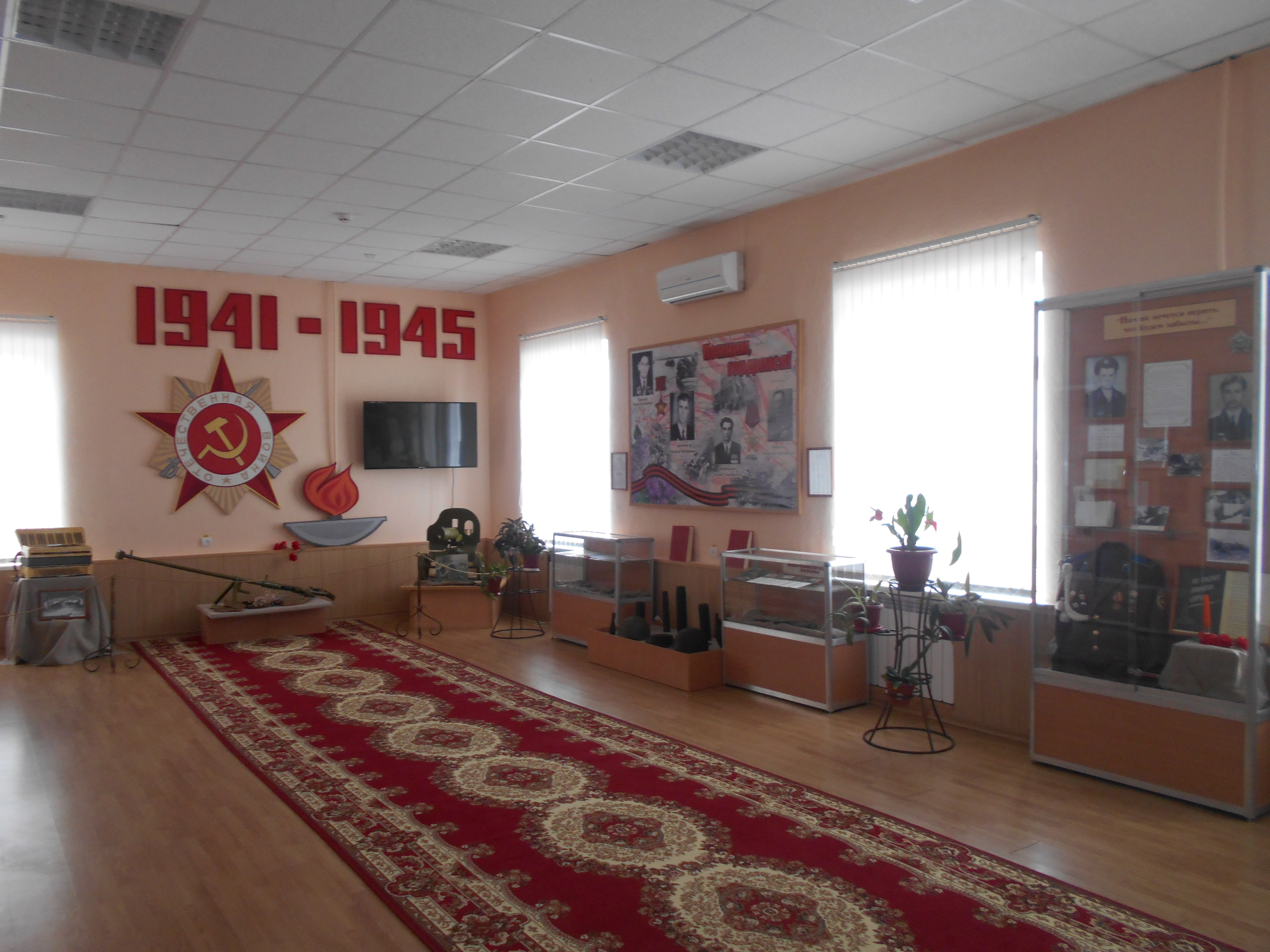
Зал «Боевая слава»
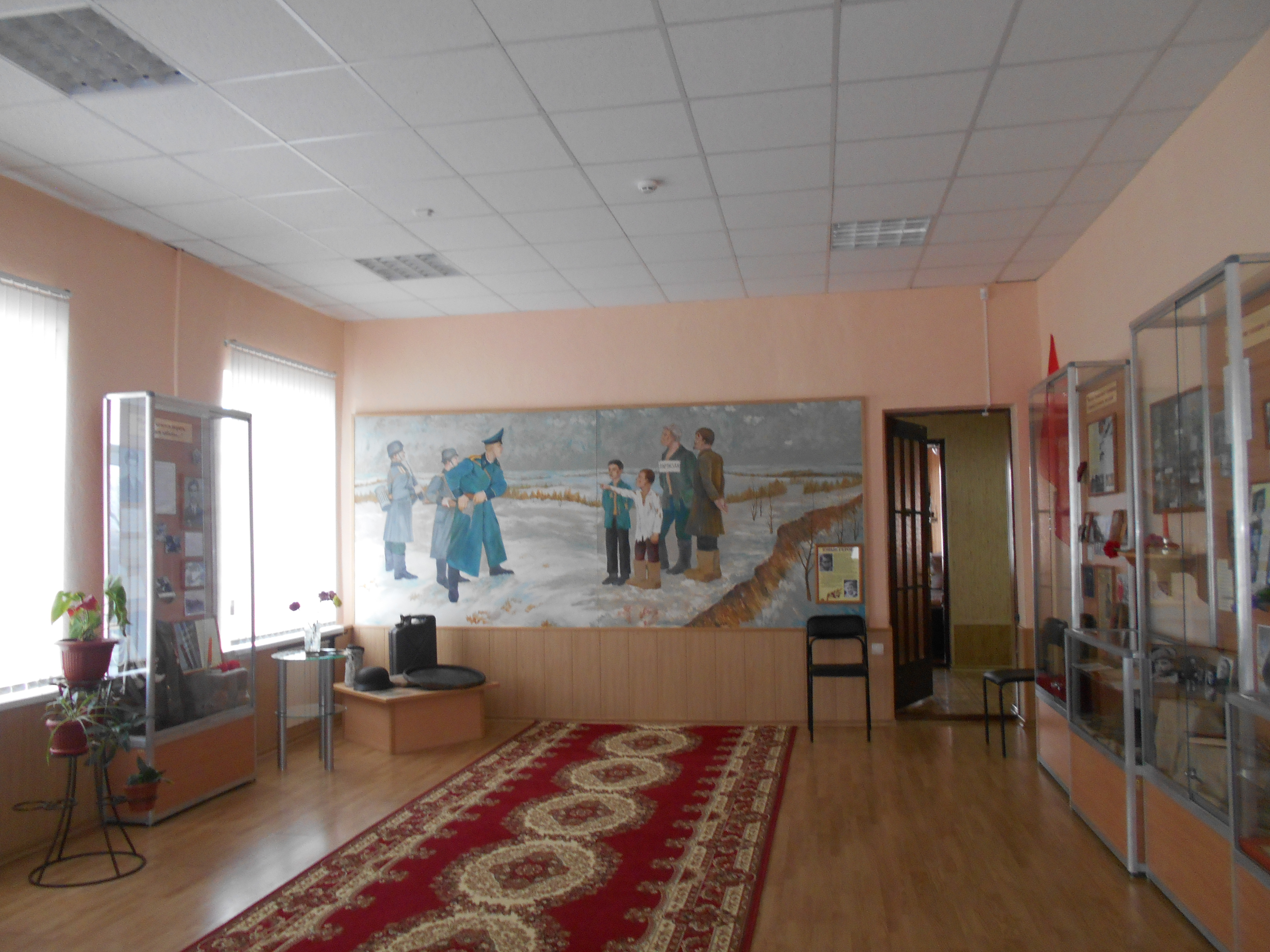
Зал «Боевая слава»
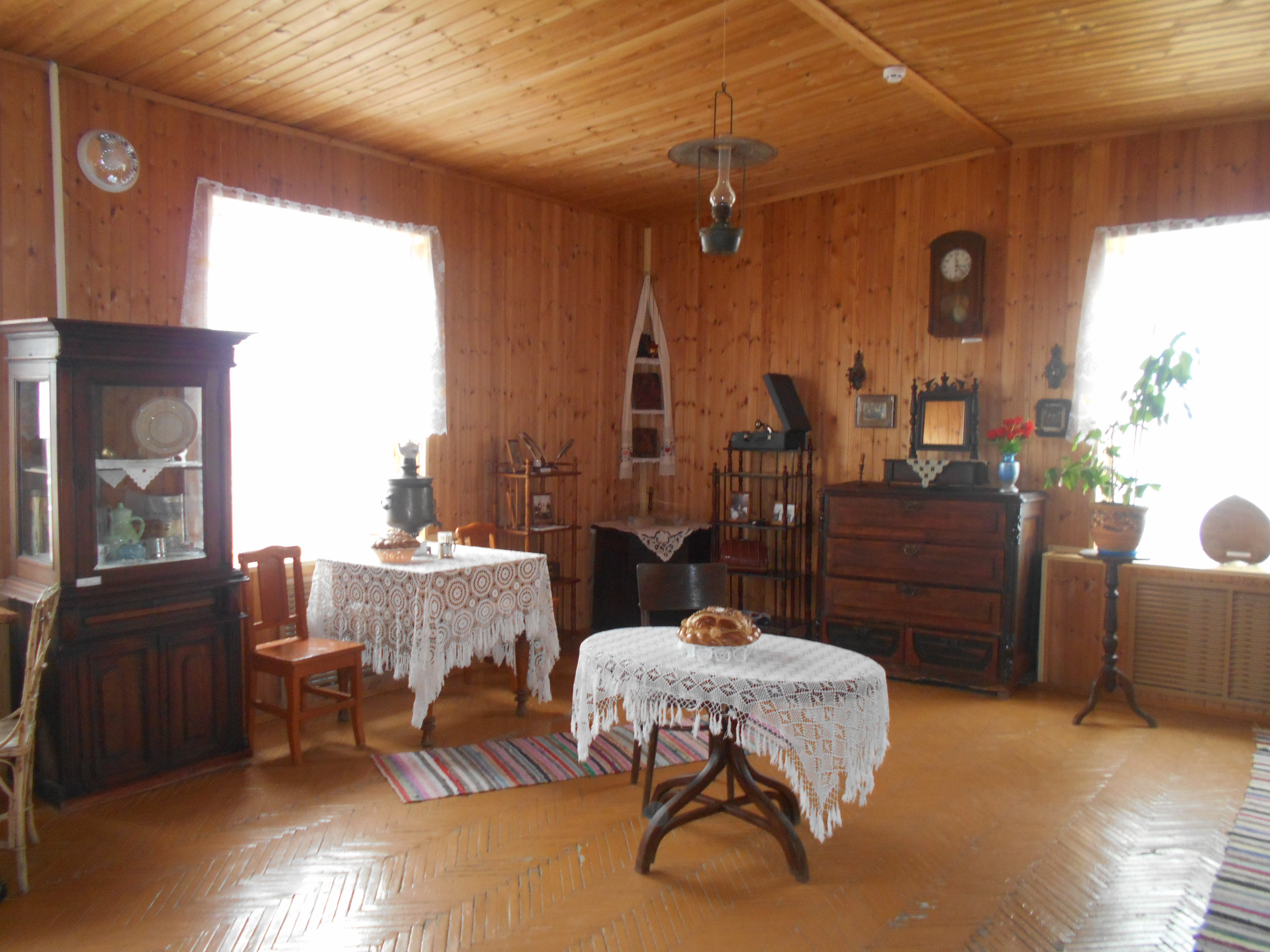
Зал "Казачий курень"
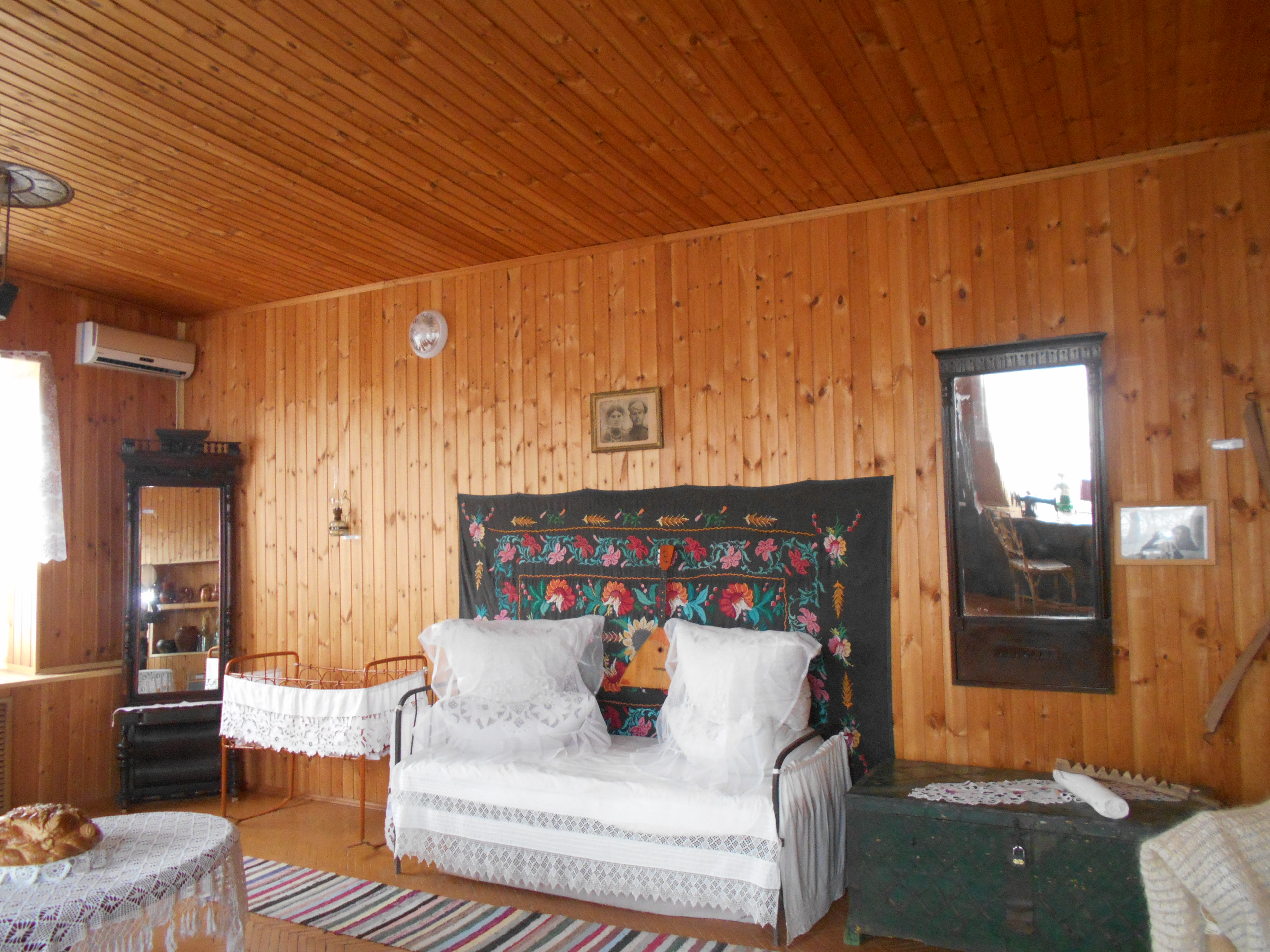
Зал "Казачий курень"
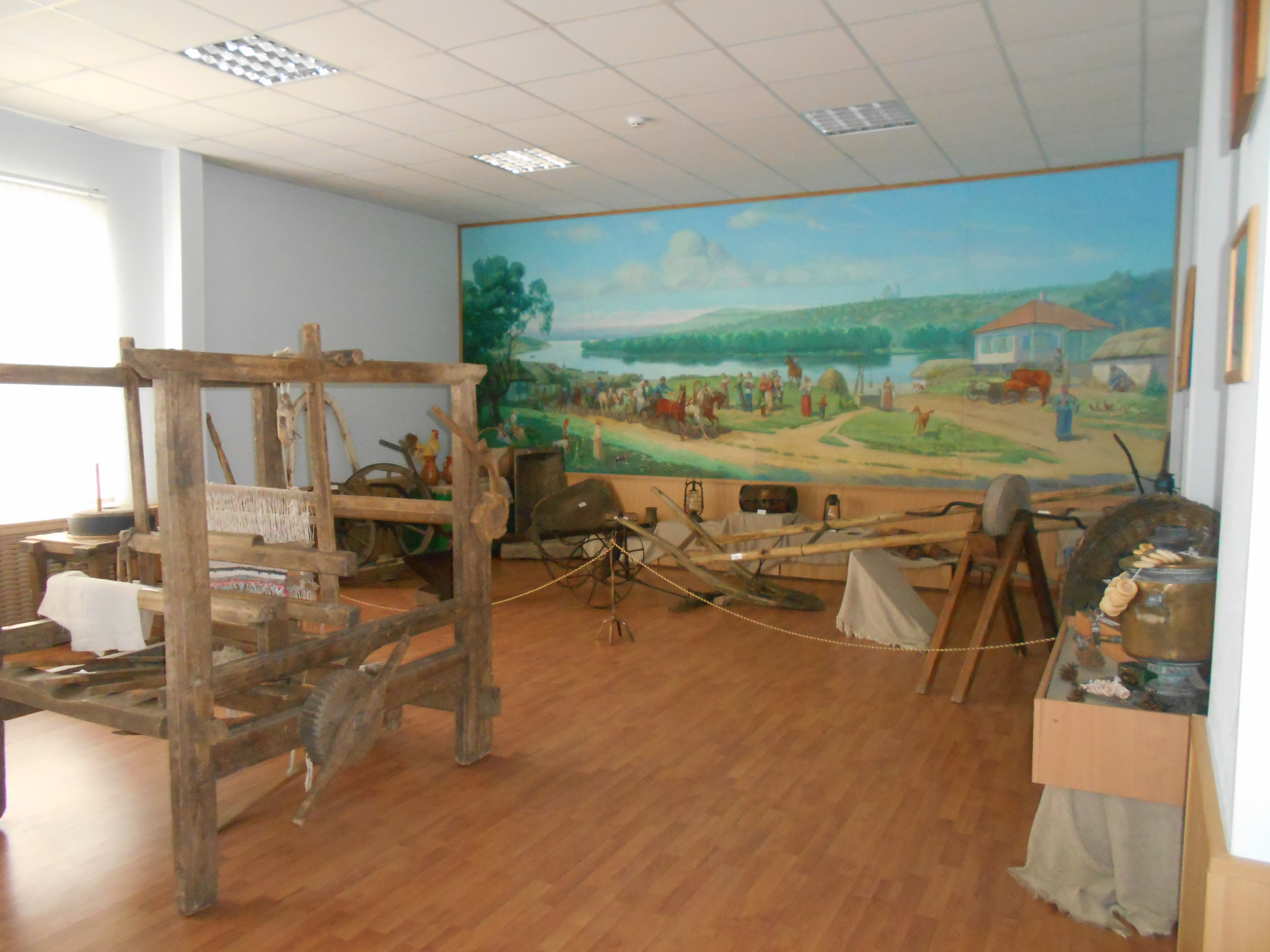
Зал "Казачий быт"
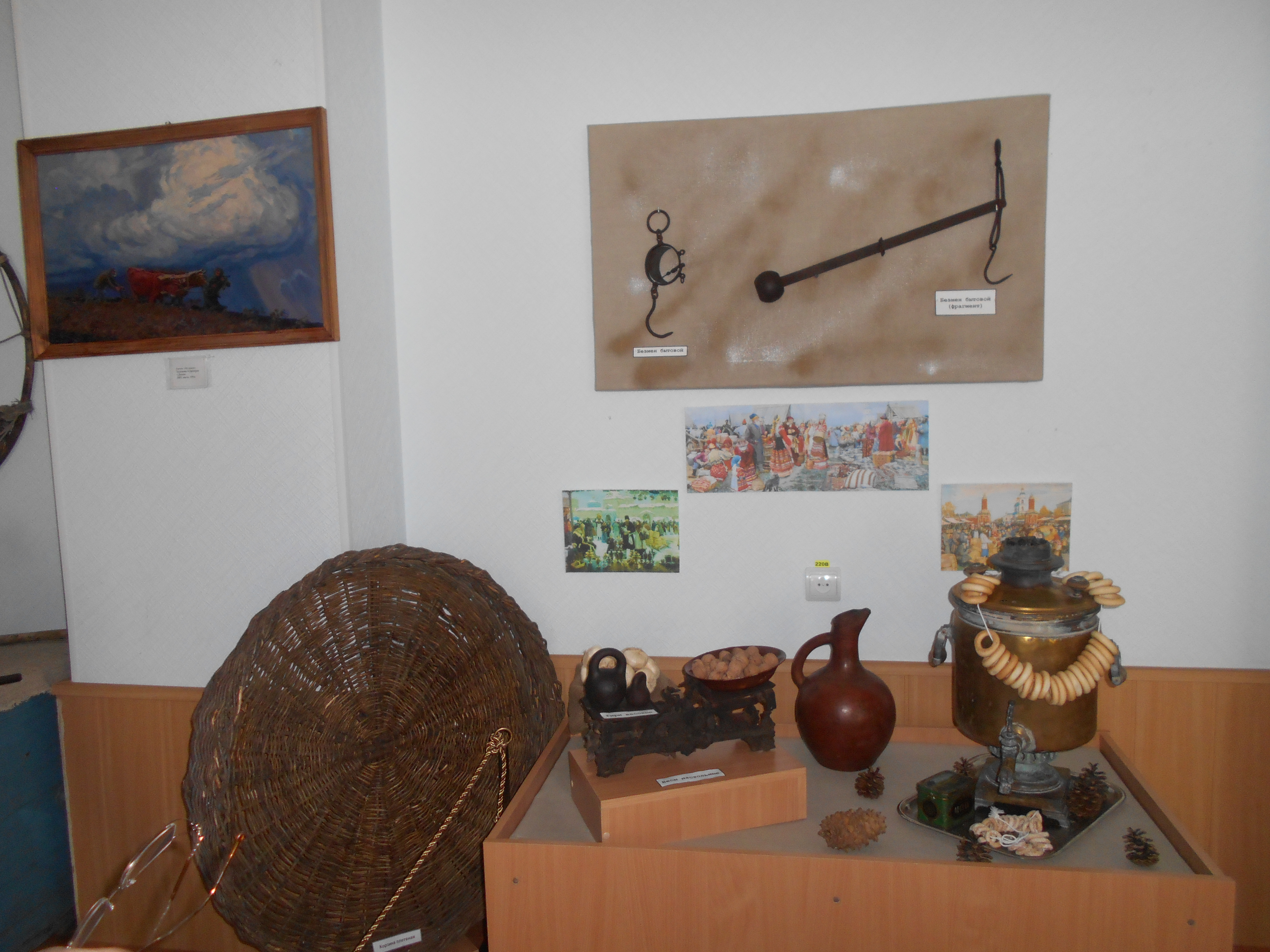
Зал "Казачий быт"
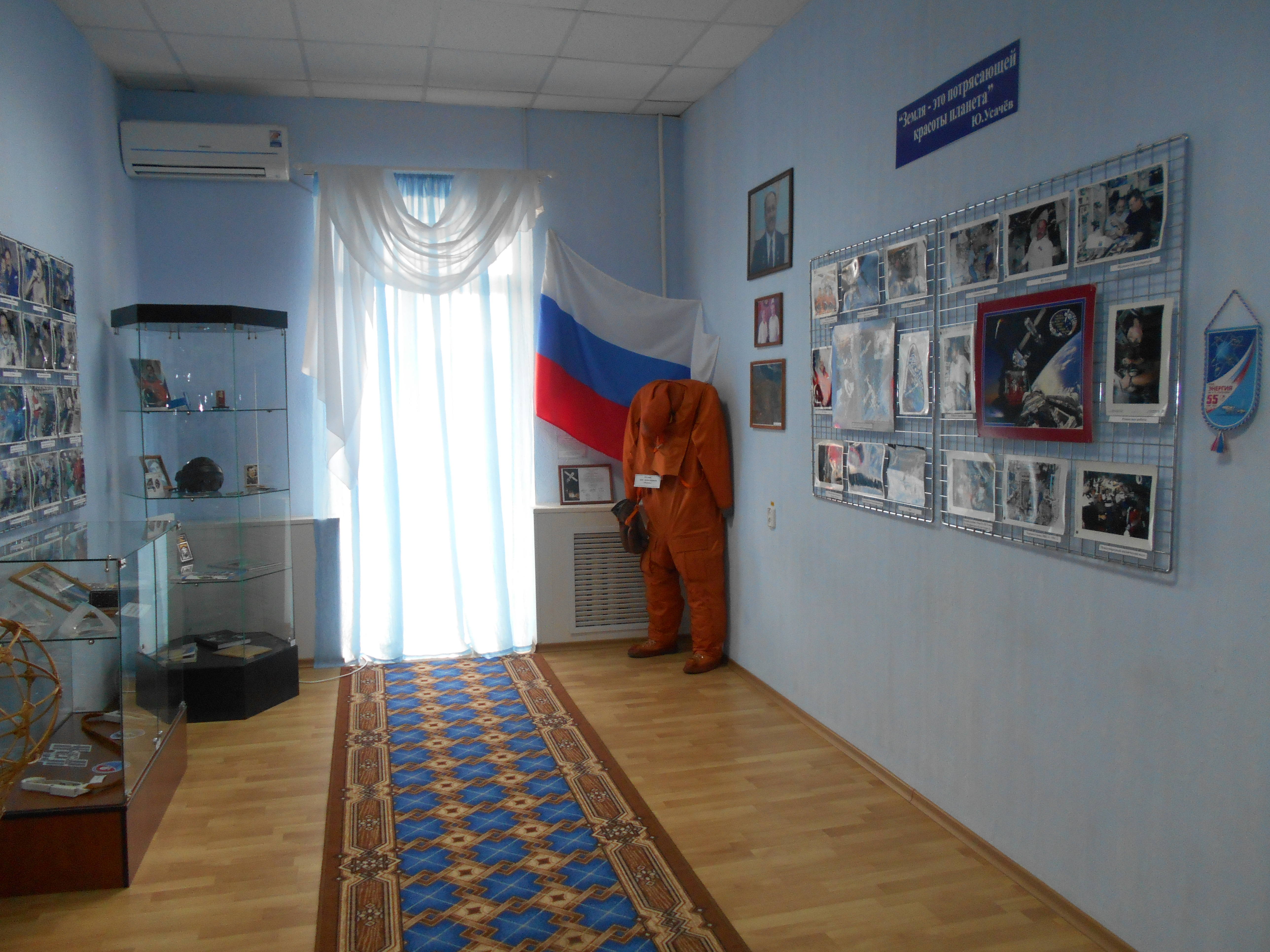
Зал «Космонавтика»
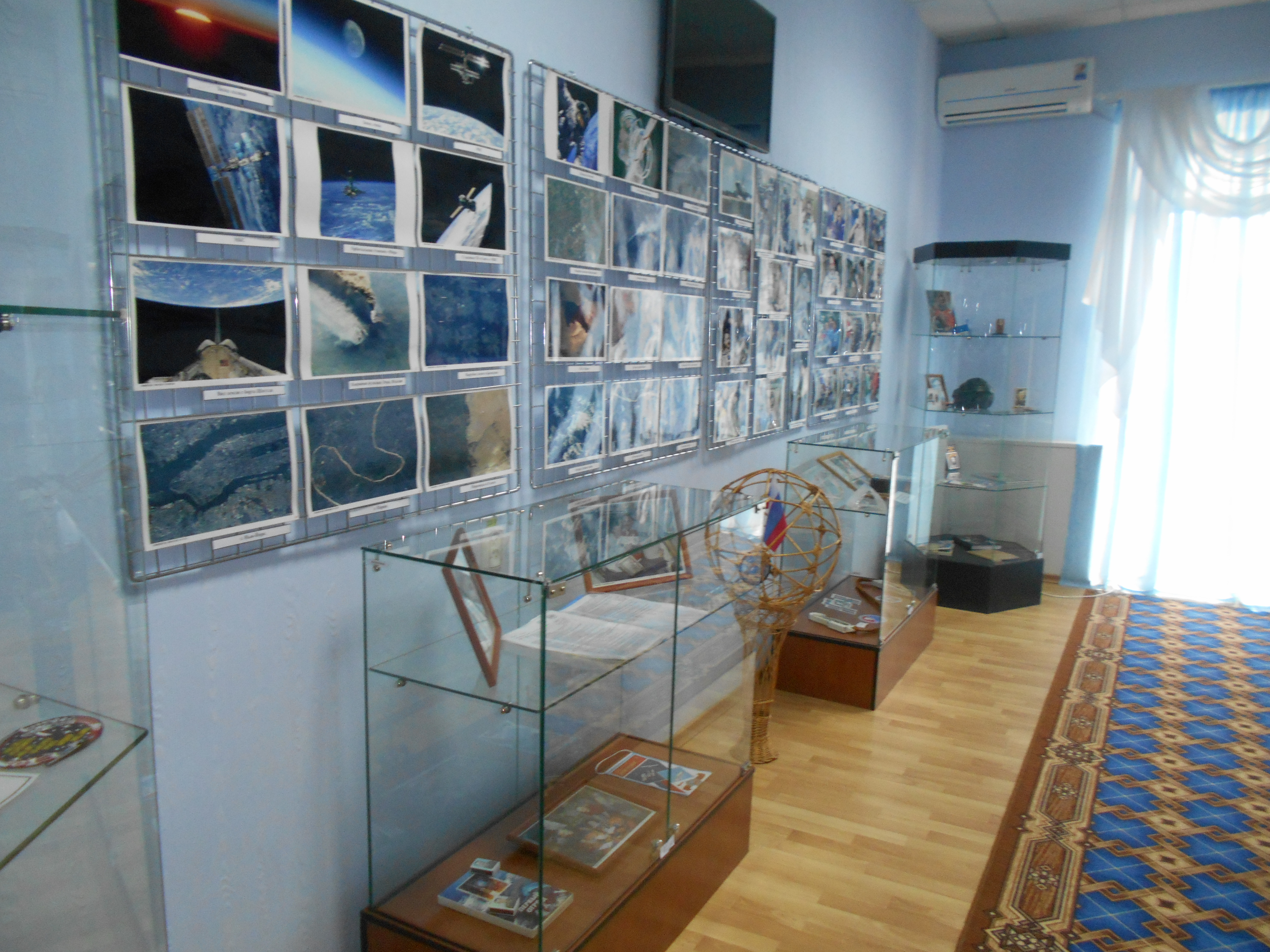
Зал «Космонавтика»
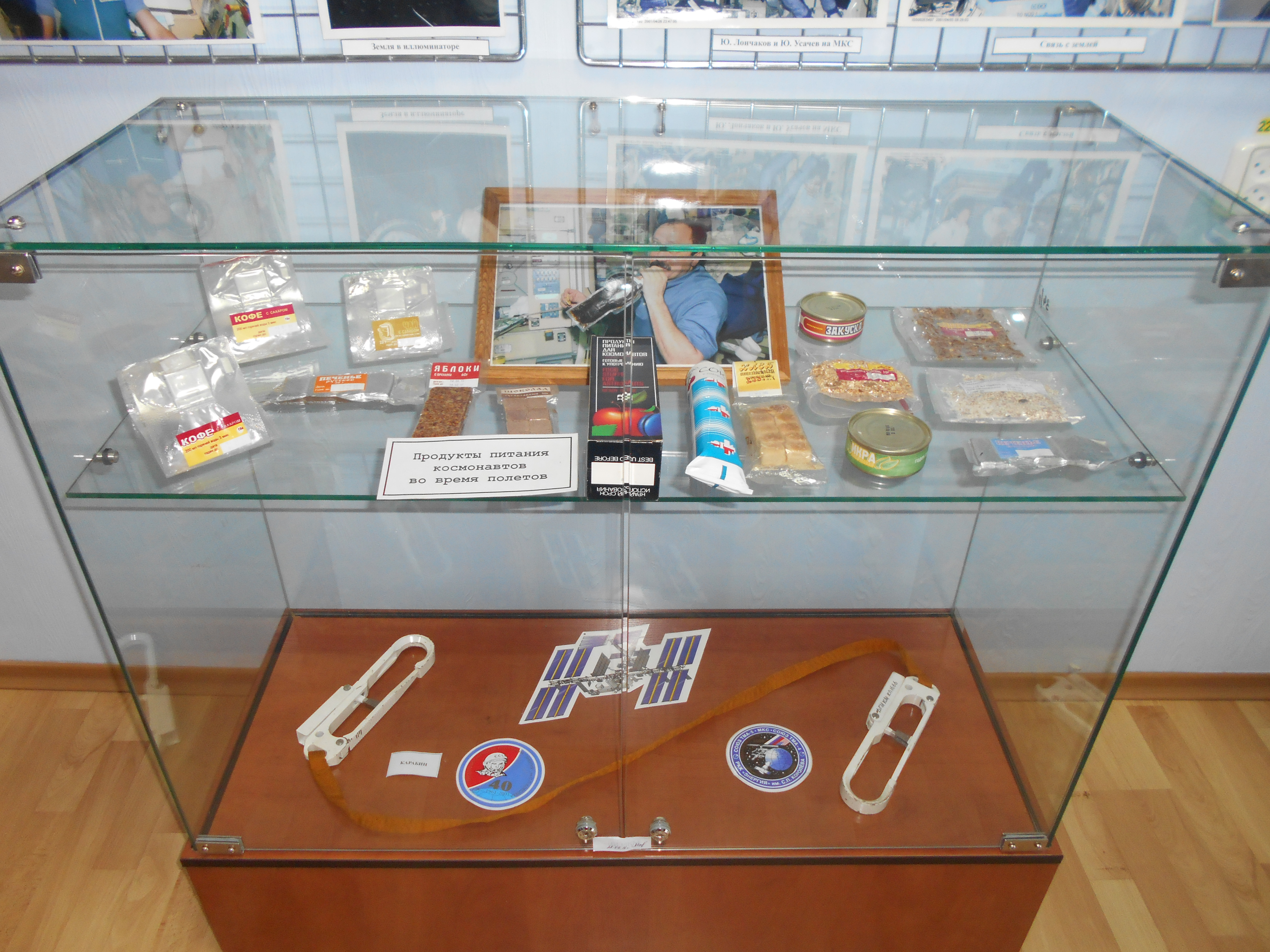
Зал «Космонавтика»
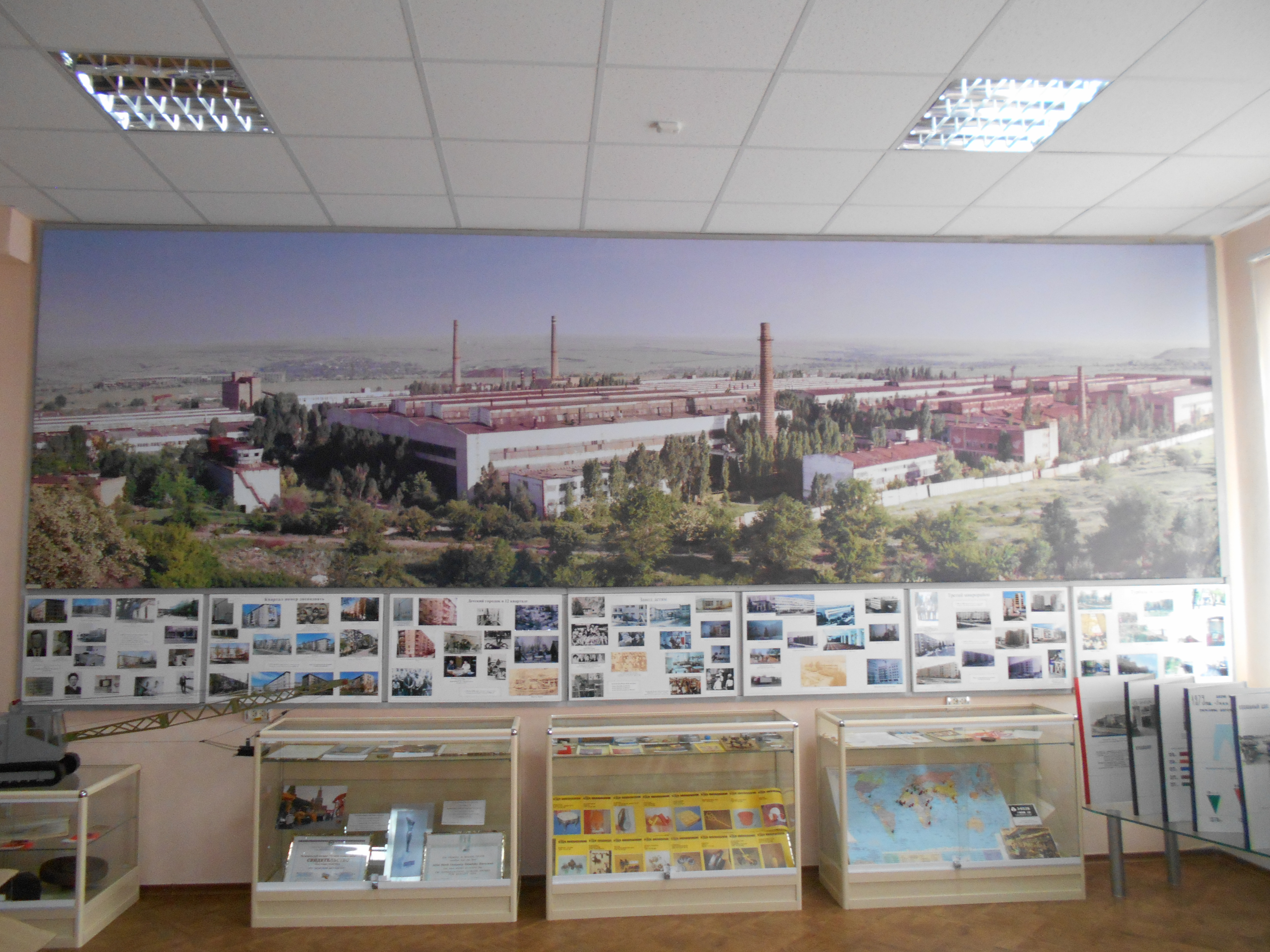
Зал «Машиностроение»
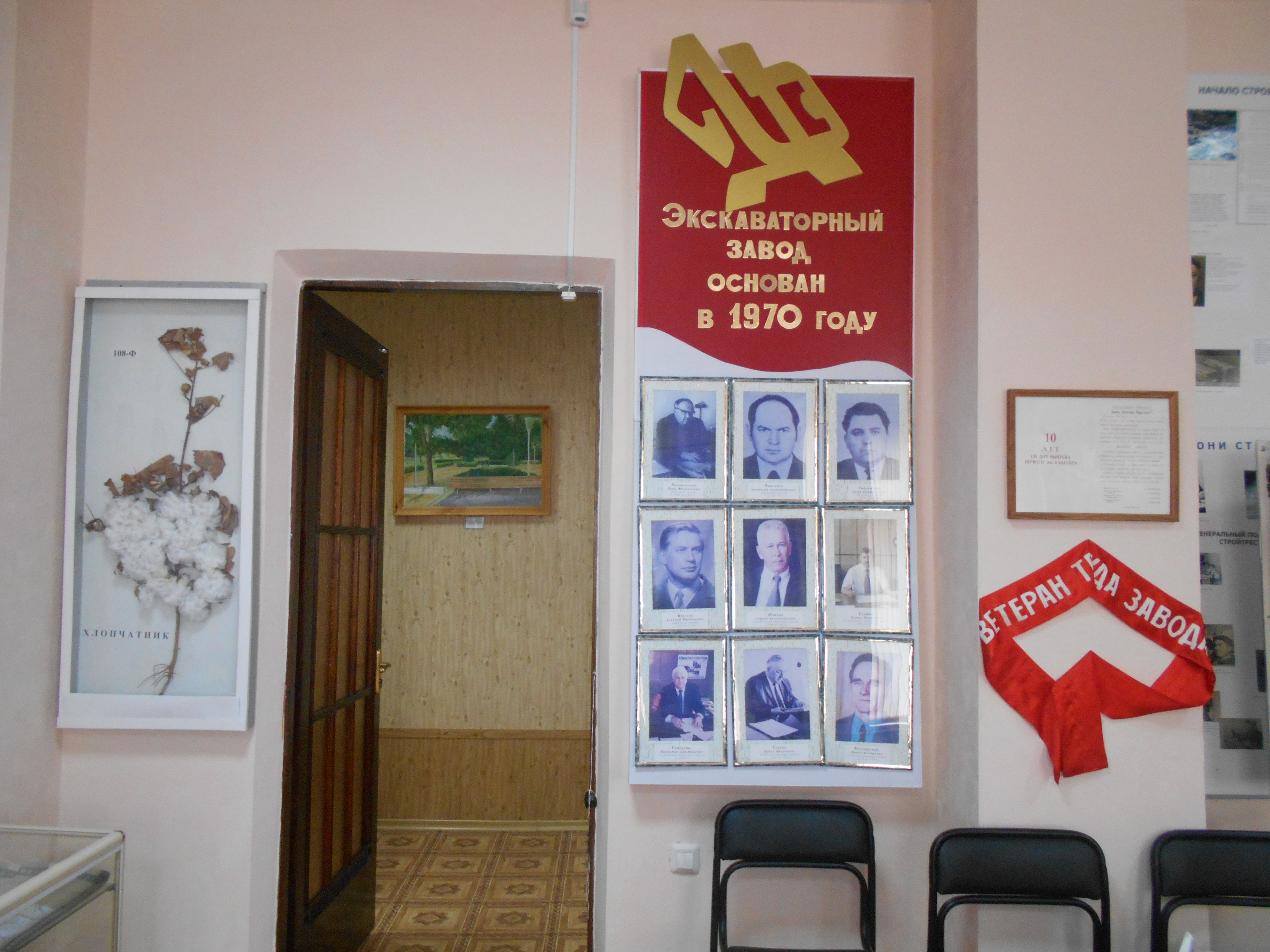
Зал «Машиностроение»
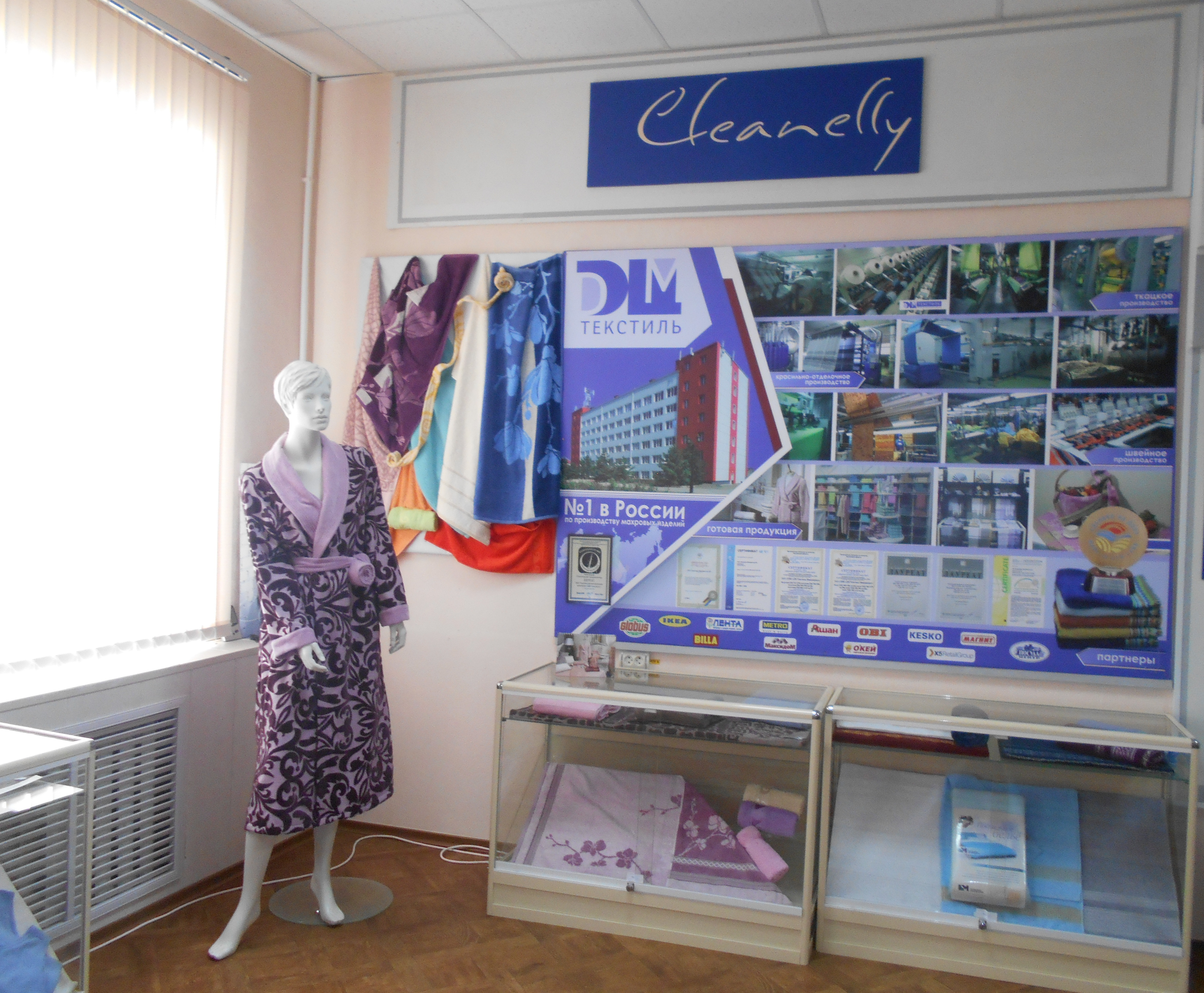
Зал «Легкая промышленность»
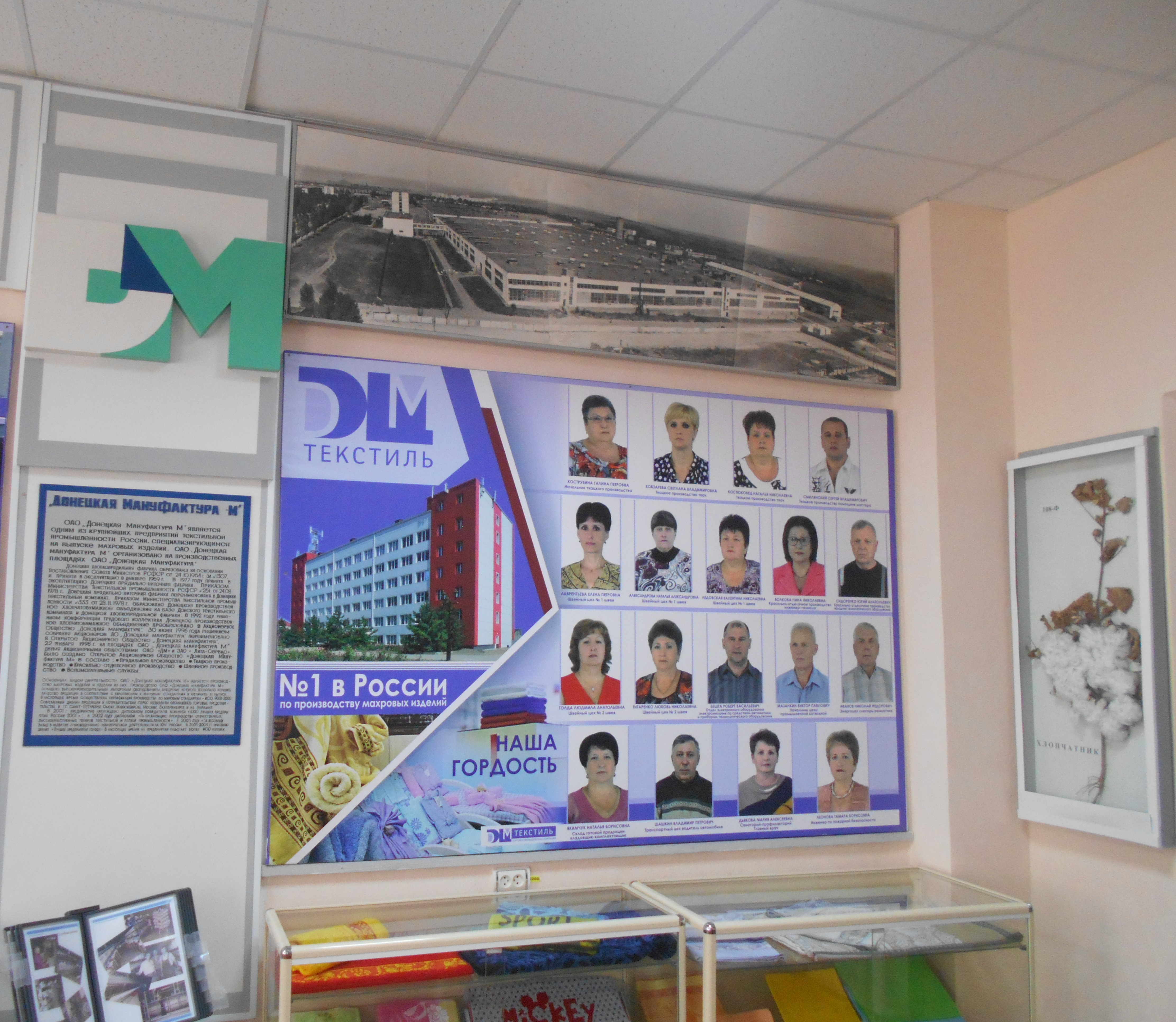
Зал «Легкая промышленность»
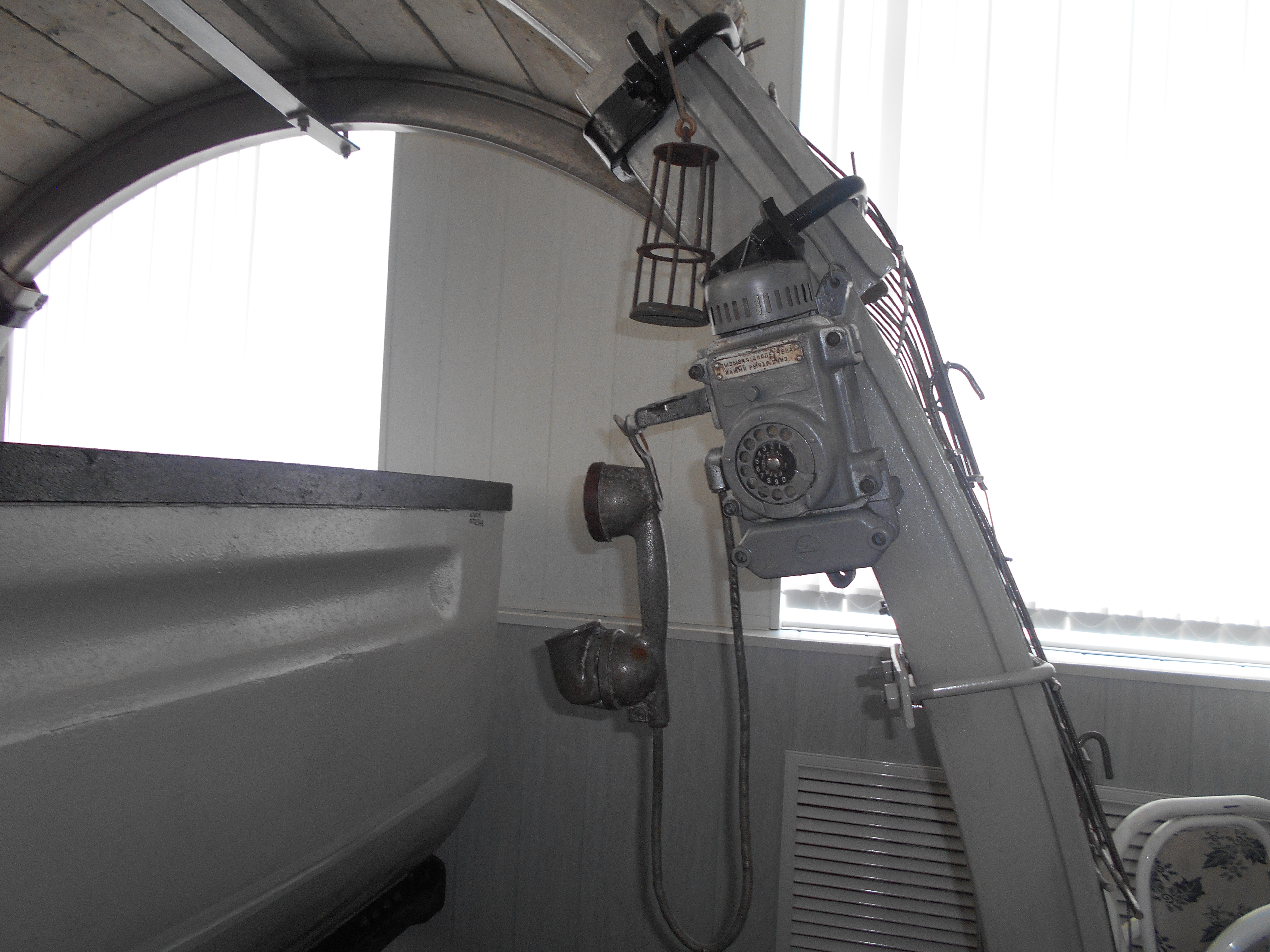
Зал «Угольная промышленность»
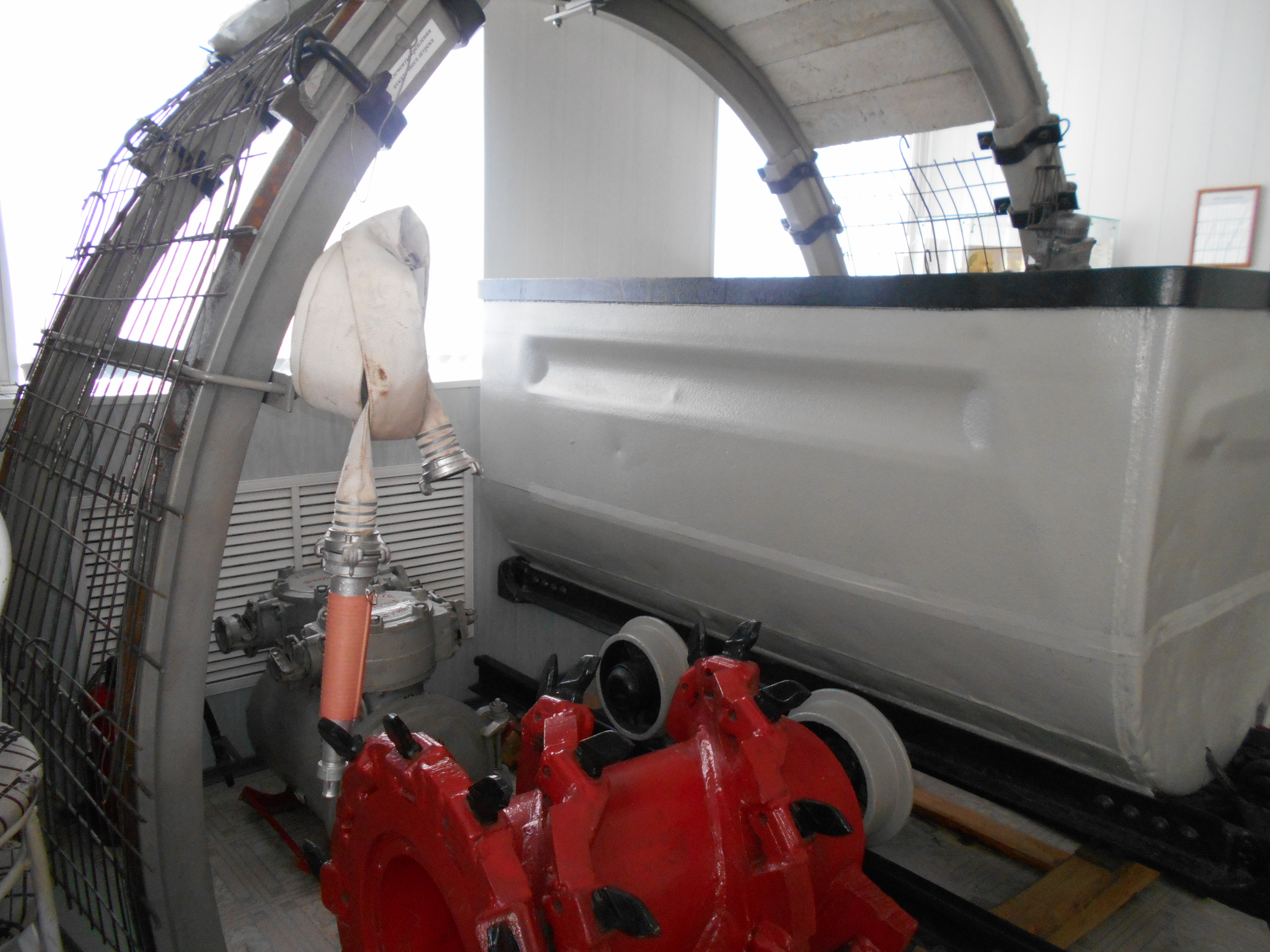
Зал «Угольная промышленность»
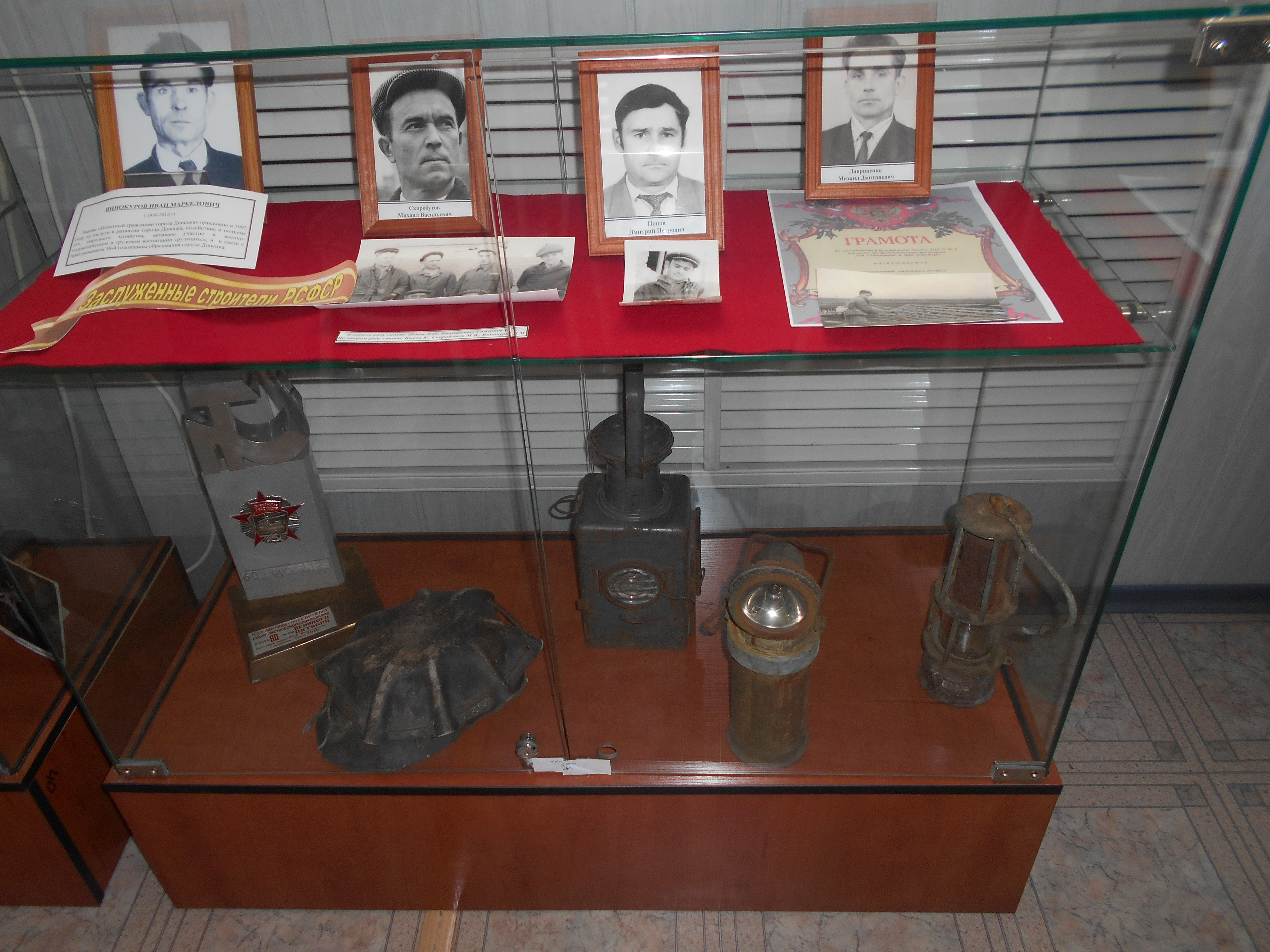
Зал «Угольная промышленность»
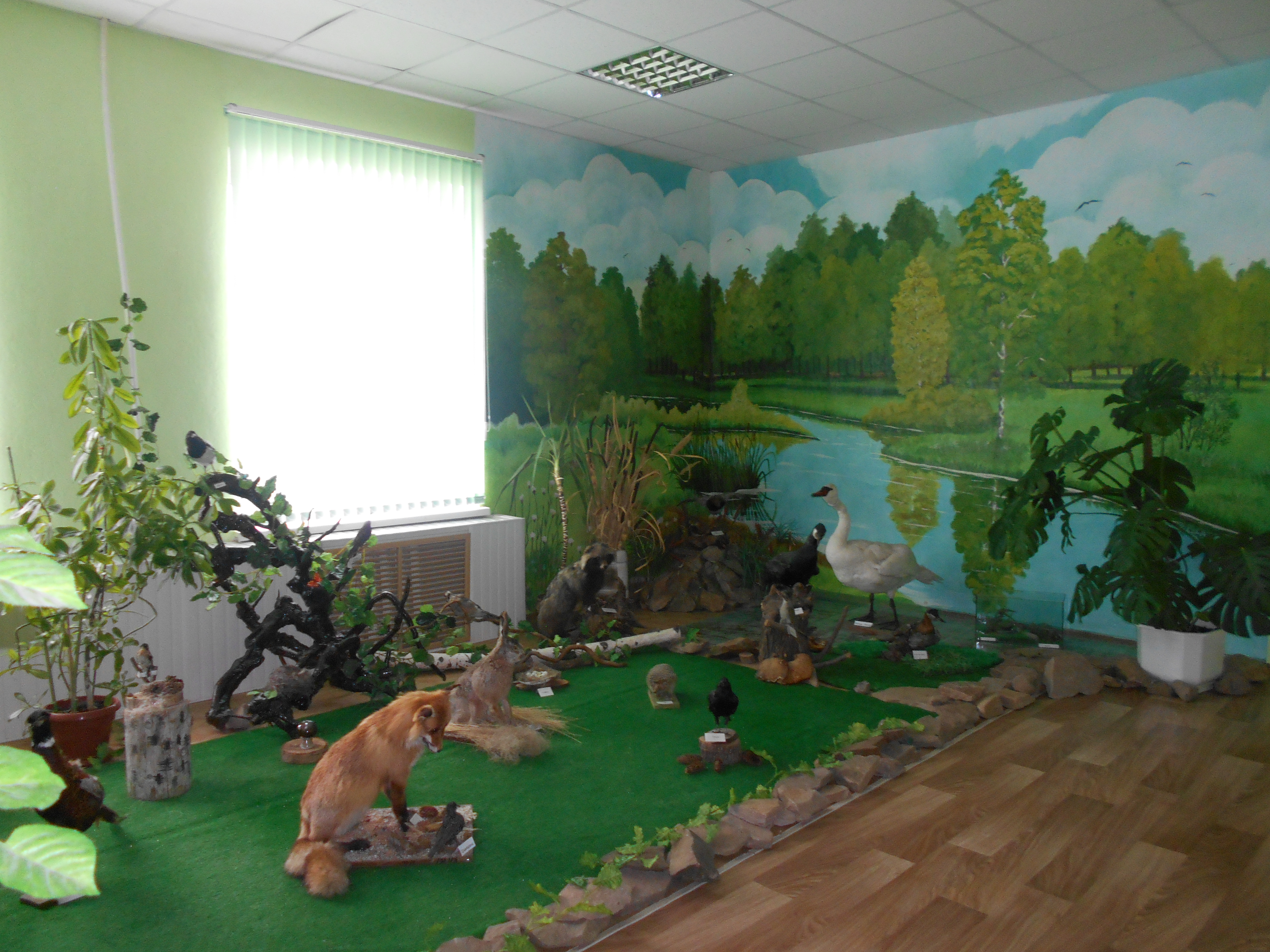
Зал «Природа Донского края»
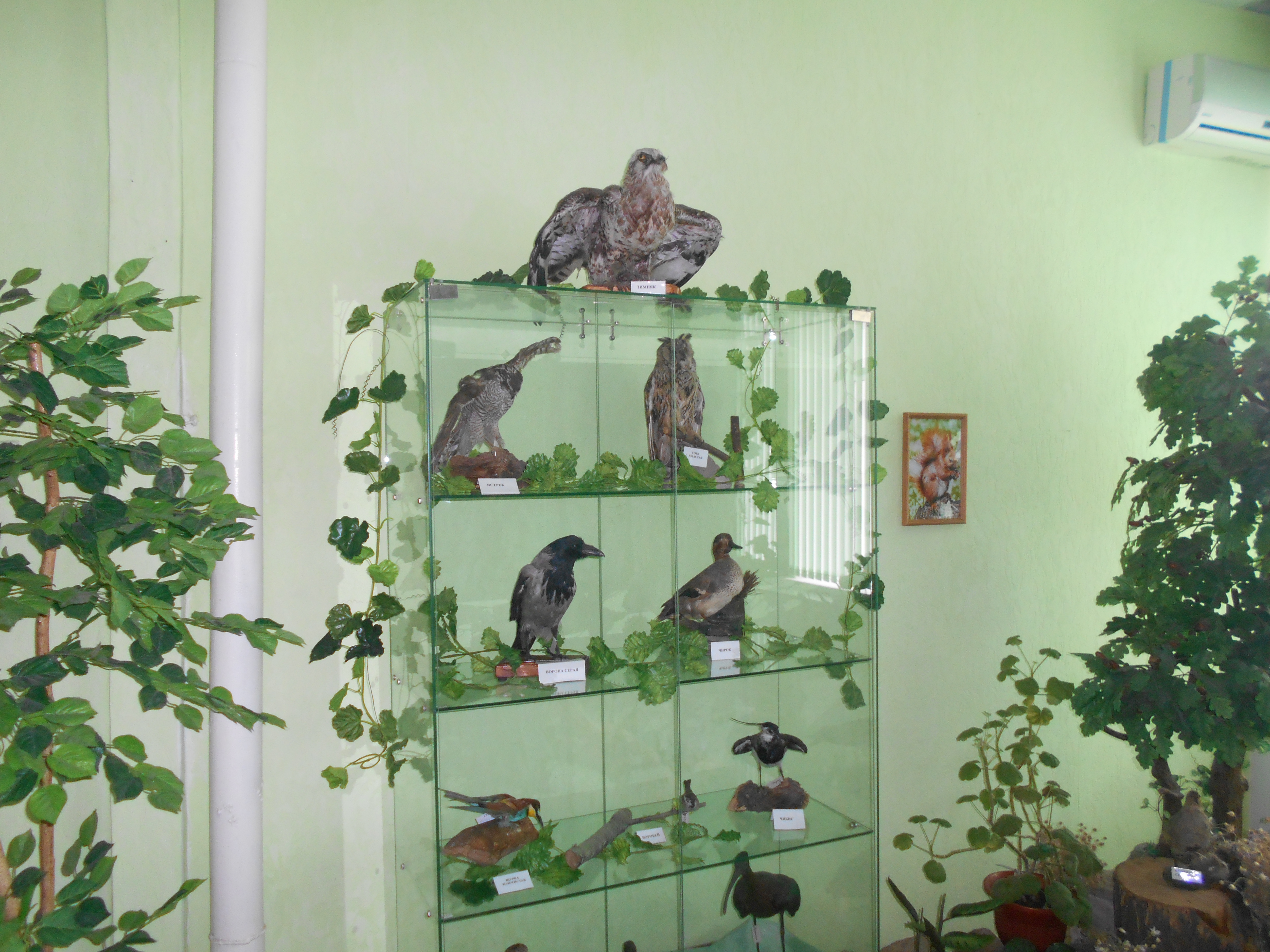
Зал «Природа Донского края»
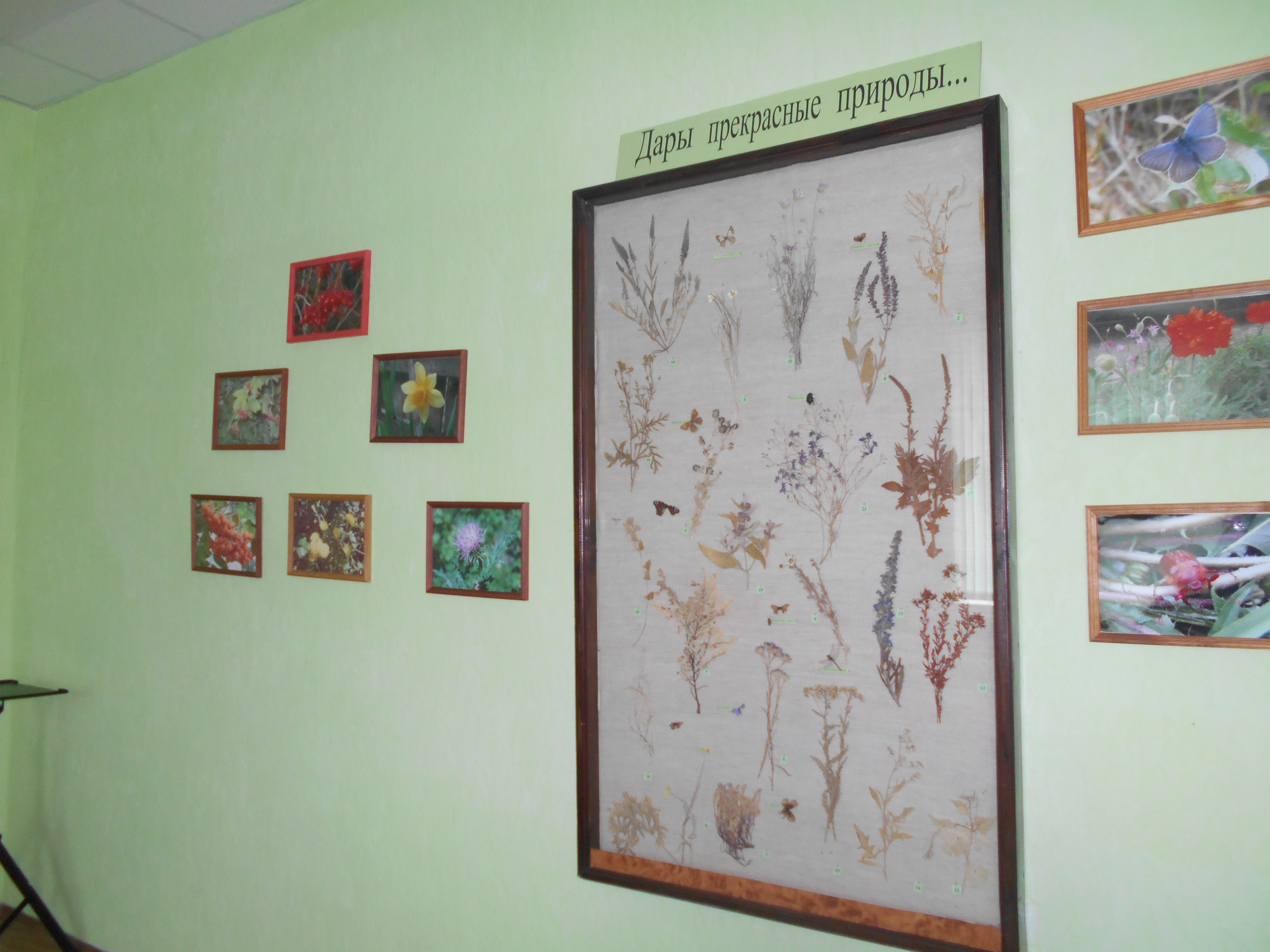
Зал «Природа Донского края»
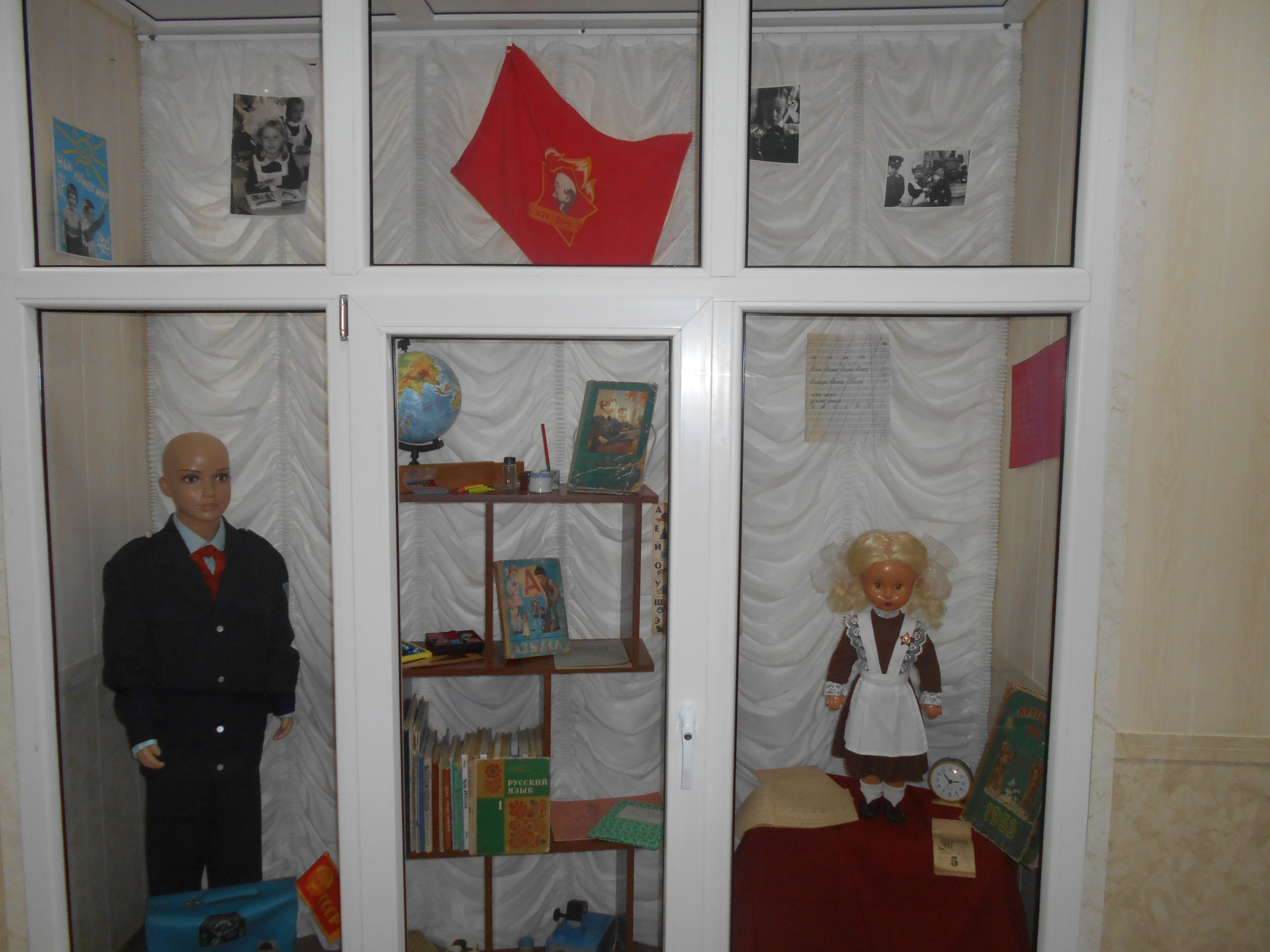
«Выставочный» зал